# زيد ديراني
زيد ديراني (1980- )، عازف بيانو مؤلف موسيقي أردني أمريكي من أصول دمشقية  وسفير اليونيسف للنوايا الحسنة للشرق الأوسط وشمال إفريقيا، يمزج أغانيه الموسيقية من موسيقى البوب واللاتينية والكلاسيكية. عزف أمام الآلاف في جميع أنحاء العالم بما في ذلك الملكة إليزابيث ونيلسون مانديلا وغيرهم.
أصدر ثمانية ألبومات تعكس دراساته عن كل ثقافة أثناء حضوره المعهد الوطني للموسيقى في عمان وكلية بيركلي للموسيقى في بوسطن. حضر الجمهور في جميع أنحاء الشرق الأوسط وأوروبا والولايات المتحدة عروضه التي أقيمت في أماكن مختلفة. وصلت ألبوماته إلى المرتبة الثالثة على قائمة بيلبورد الأميركية. ظهر ألبوم لمشروع «زيد: ليلة واحدة في الأردن» لأول مرة على قائمة بيلبورد في المرتبة الثانية على قائمة الفنانين الجدد، ورقم 5 على قائمة الفنانين العابرين الكلاسيكية، ورقم 11 على قائمة الموسيقى الكلاسيكية العامة. ظهر ألبوم دي في دي زيد لأول مرة على قائمة بيلبورد لأفضل دي في دي أو فيديو موسيقي برقم 18. قام بجولات مكثفة في جميع أنحاء الولايات المتحدة وقدم عروضاً في إسبانيا وفرنسا وإنجلترا والبحرين والإمارات العربية المتحدة وقطر ولبنان والمغرب والكويت ومصر.

## حياته

### السنوات المبكرة
والده هو مهندس معماري بارز في عمان، وافترض والديه أنه سينضم إلى شركة العائلة عندما كان يكبر. كانت دراساته المبكرة في العزف على البيانو من الأغاني الفرنسية لإديث بياف وتشارلز أزنافور. بدأ زيد العزف على البيانو وتأليف الموسيقى في سن 13 للبيانو والأوركسترا. أقام أول حفل موسيقي عام له في سن ١٩، في قلعة في عمّان، التي تقع في معبد هرقل. في أغنيته الأولى، روى قصة كيف أن والدته، التي ليست موسيقية، تساعده في كتابتها. ورافقه الأوركسترا السيمفونية كونسرفتوار الموسيقى الوطنية التي أسستها الملكة نور، والتي درس فيها. وصفه الناس بأنه «معجزة البيانو».
انتقل إلى الولايات المتحدة في عام ١٩٨٨ للدراسة في جامعة سانتا كلارا ولاحقاً في كلية بيركلي للموسيقى، وتخصص في التأليف الموسيقي وإدارة الأعمال. عندما بدأ بجولة في الولايات المتحدة، قام بجولة دون توقف تقريباً يظهر في أماكن على غرار القواعد الشعبية مثل دور الضيافة والكنائس والمعابد اليهودية ومنازل الناس. سافر بواسطة شركات جرايهاوند و أمتراكس في جميع أنحاء البلاد، لعب ما يصل إلى ٢٠٠ حدث في عام واحد. لقد أقام علاقة شخصية مع جمهوره من خلال موسيقاه وتمت مقارنته ببوب هوب بالطريقة التي احتضن بها دور السفير من خلال أدائه الذي طور قاعدة جماهيرية واسعة النطاق.
وصلت بعض تسجيلاته المبكرة التي تم إصدارها ذاتياً إلى قائمة بيلبورد حتى الآن، بينما يقسم وقته حالياً بين لوس أنجلوس وميامي بيتش. يضم ألبومه «عالم جميل»، الذي يضم مقطوعات بيانو كلاسيكية، وبعض الإيقاعات الشرق أوسطية. وصف المراجعون موسيقاه ذات الطول الكبير التي تندمج مع الموسيقى الكلاسيكية،  بأنها «يسهل الوصول إليها» و «من السهل استيعاب الهياكل».

### أميرة الليل
أميرة الليل، أحدث إصدار من زيد، تجمعه مع عازف البيانو ريتشارد كلايدرمان، في دويتو مع اثنين من البيانو. ألحان الملحن والمنتج الفرنسي أوليفييه توسان.

### البيانو والأصدقاء
في فبراير ٢٠٢٠، أصدر زيد ألبومه الثامن بعنوان «البيانو والأصدقاء»، من إنتاج صانع الأغاني الإسباني ديفيد سانتيستيبان، ويضم تعاوناً صوتياً مع بعض كبار الفنانين الإسبان بما في ذلك إنديا مارتينيز، وديفيد ديماريا، وبيتينجو، وآنا مينا، وإيفا رويز، وليريكا، ولورينا جوميز وثريا وبولا روجو. أصدر زيد فيديو موسيقي مع بيتينجو لأغنية أساور الصيف، كأغنية رسمية من الألبوم.

### عروض الشخصيات العامة
دعا الملك عبد الله والملكة رانيا ملكة الأردن زيد للانضمام إليهما في زيارة الدولة الرسمية إلى المملكة المتحدة حيث قدم عرضاً أمام الملكة إليزابيث والعائلة المالكة البريطانية في لندن. في مايو ٢٠٠٥، قدم زيد عرضاً في مكتبة الكونغرس في واشنطن العاصمة احتفالاً باليوم الوطني للأردن بدعوة من السفير الأردني لدى الولايات المتحدة. كما تمت دعوته للغناء في المنتدى الاقتصادي العالم في الأردن في عام ٢٠٠٣. أقام زيد المنصة تكريماً للرئيس نيلسون مانديلا نظمته مؤسسة الأمم المتحدة ومؤسسة موزاييك في واشنطن العاصمة. تشمل العروض المميزة الأخرى «استكشاف الأردن» الذي أقيم في متحف سميثسونيان الوطني للتاريخ الطبيعي في العاصمة واشنطن.

## الأعمال الإنسانية

### مؤسسة زيد للسلام والتفاهم الدولية
أطلق زيد مؤسسة زيد للسلام والتفاهم الدولية في عام 2005  بهدف مساعدة الموسيقيين الشباب على مشاركة العالم في فهم أعمق لثقافاتهم من خلال منحهم فرصة فريدة لتوسيع نطاقهم. أدوار من الموسيقيين إلى بناة السلام الاستباقيين وقادة المجتمع المستقبليين.

### الطرق المؤدية إليك: الاحتفال بعالم واحد
في عام 2006 ، أطلق زيد مشروعاً طموحاً بعنوان: (الطرق المؤدية إليك، الاحتفال بعالم واحد) في العاصمة واشنطن تحت رعاية الملكة نور من الأردن. قاد زيد ٤٠ موسيقياً من ١٨ دولة، في مشروع أظهر مشاركين من المناطق التي مزقتها الحرب يجتمعون معاً ويعملون في جو من الثقة وروح الفريق. كانت لديه فكرة القيام بذلك أثناء رحلة المشي لمسافات طويلة في نيو هامبشاير. عزف الموسيقيون وشاركوا تراثهم مع زملائهم من أعضاء الجولات؛ شارك في أكثر من ١٠٠ عرض ثقافي في المؤسسات التعليمية والوظائف المجتمعية / المدنية في كل مدينة؛ مع عائلاتهم وأصدقائهم المضيفين؛ ومع عائلاتهم في المنزل عند عودتهم. دعمت العوائد الجمعيات الخيرية وقضاياها.
تضمنت جولة حفلة «الطرق المؤدية إليك» مقطوعات من تسجيلات زيد الثلاثة والتي تشمل ألبومه، العالم الجميل الصادر في مايو ٢٠٠٦، مستوحى من تراثه في الشرق الأوسط. تجلّت رؤية زيد للموسيقيين كقادة عالميين تربطهم روابط من خلال الموسيقى والثقافة في الجولة.
صدر قرصه المضغوط الثاني «الطرق المؤدية إليك»، في يونيو ٢٠٠٤ في الولايات المتحدة، ويضم التأثيرات العربية واللاتينية التي تؤديها أوركسترا وجوقة مدينة براغ الفيلهارمونية. ظهرت إحدى المقطوعات من القرص المضغوط، بعنوان «مملكة السلام»، في دورة الألعاب الأولمبية الشتوية لعام ٢٠٠٦ حيث تنافس فريق التزلج على الجليد الياباني على هذه الأغنية. تلك الأغنية والطرق المؤدية إليك هي جهد جماعي لأكثر من مائة موسيقي من مختلف أنحاء العالم، وتم تسجيلها في ميامي وبيروت وبراغ ولوس أنجلوس. ظلت «الطرق المؤدية إليك» مدرجة في قائمة بيلبورد لأكثر من ٢٠ أسبوعاً. صدر أول قرص مضغوط له بعنوان زيد، في أبريل ٢٠٠٣، وضم مجموعة من الموسيقيين الضيوف من الشرق الأوسط والولايات المتحدة بما في ذلك تشارلي بشارات على الكمان، كريس تشاني على باس ألانيس موريسيت، إدمان جين، غابرييل جوردون على الكهرباء غيتار، ناتالي ميرشانت، وإيمان حومسي على قانون وفيروز وجوليا بطرس. ظل الألبوم على قوائم بيلبورد لمدة ١٣ أسبوعاً. تم دعم القرص المضغوط بالعروض في جميع أنحاء العالم، و«جولة موسيقية منزلية» واسعة النطاق في الولايات المتحدة.

### ليلة واحدة في الأردن: حفلة من أجل السلام
كانت ليلة واحدة في الأردن حدثاً غير مسبوق قاد فيه زيد أكثر من ٩٠ موسيقياً من النخبة من أكثر من ٤٠ دولة في أحد أقدم المدرجات الرومانية في العالم في عمان، الأردن. تضمنت الحفلة الموسيقية أوركسترا لندن الملكية الفيلهارمونية بقيادة أشلي إيروين. بقيادة داني أودونوفان، تم نقل طاقم الإنتاج على خطط مستأجرة من دبي ولندن ولوس أنجلوس، مع أكثر من ٥٠ طناً من أحدث المعدات، بما في ذلك ١٥ كاميرا عالية الدقة، كما تم استخدام طائرة هليكوبتر لتصوير الحدث. تم بث برنامج تلفزيوني خاص في جميع أنحاء العالم في وقت لاحق من العام. تم إصدار الألبوم في ٩ فبراير ٢٠١٠ بواسطة زي دي ريكوردس وتم التوزيع مع شركة إي أم آي. تم إصدار دي في دي الخاص بالحفل في ٩ مارس ٢٠١٠ مع زي دي ريكوردس وتم توزيعه مع شركة إي أم آي. كما تم بث الحفل على محطات بي بي أس في عامي ٢٠١٠ و٢٠١١.

### العمل مع اليونيسف

زيد ديراني مع اليونيسف في زيارة مخيم الزعتري للاجئين في أغسطس 2016

يعمل زيد مع الموسيقيين الطموحين والمشهورين عالمياً لتعزيز الفهم الثقافي ونشر رسالة السلام والتعايش. تم تعيينه سفيراً إقليمياً لليونيسف للشرق الأوسط وشمال إفريقيا في أغسطس ٢٠١٦،  مع التركيز على مناصرة الأطفال المحاصرين في العنف والصراع والفقر. مع اليونيسف، أدى غنائه في مخيم الزعتري للاجئين في الأردن، والذي ألهم لاحقاً إنشاء «موسيقتي»،   أول برنامج علاج بالموسيقى في العالم مصمم خصيصاً للأطفال في مخيمات اللاجئين، والذي أطلقه في مخيم اللاجئين الأزرق. يساعد البرنامج الأطفال السوريين اللاجئين على التكيف مع الصدمات والفقدان من خلال تأليف الموسيقى، مع تعزيز مهاراتهم في التواصل والتعبير عن أنفسهم والتعاون الجماعي. تم تصميم البرنامج من قبل خبراء في حماية الطفل والعلاج بالموسيقى بالتشاور مع الأطفال والبالغين الذين يعيشون في مخيمات اللاجئين السوريين في الأردن.
يُظهر تقييم البرنامج، الذي تم تجريبه لمدة عام في مخيم الأزرق للاجئين في مراكز مكاني الصديقة للأطفال والتي تضم أكثر من ٤٠٠٠ طفل،  أن ٦٥٪ من الأطفال المشاركين أظهروا تقدمًا كبيراً من حيث مشاركتهم والقدرة على الانتظار وبالتناوب واتخاذ القرار والعمل مع الآخرين والقدرة على التعبير عن أنفسهم بثقة.
كما تعاون زيد مع اليونيسف في تأليف أغنية«نبض القلب». الأغنية من كلمات زيد وإنتاج ديفيد سانتيستيبان وكلمات جاد الرحباني. الأغنية تؤديها أنسام البالغة من العمر ١٠ سنوات، وهي فتاة نازحة ولدت كفيفة في سوريا. تم تصوير الفيديو في منطقة سورية تضررت بشدة من القتال. الأطفال الذين يؤدون كجزء من الكورال جميعهم نازحون داخلياً ويشاركون، جنباً إلى جنب مع أنسام، في برامج اليونيسف للدعم النفسي والاجتماعي. يظهرون وهم يلهون في الفيديو، كما يجب على الأطفال. تبرع بالأغنية باعتبارها «رسالة أمل من أطفال سوريا إلى أطفال وشعوب العالم، مع طلب بسيط لاستعادة طفولتهم».

### تذكر بيروت
بعد أربعين يوماً من انفجار مرفأ بيروت، انضم زيد إلى فنانين بارزين آخرين في لبنان بالقرب من مرفأ بيروت، من أجل إرضاء الثكلى ودفع الترهيب لأولئك الذين فقدوا، في أداء تذكر بيروت. قدم ٢٥٠ مغنياً من مختلف أنحاء لبنان تكريما للضحايا.

## ديسكوغرافي

### الألبومات
| الألبوم                | السنة | عدد الأغاني | المدة             |
| ---------------------- | ----- | ----------- | ----------------- |
| البيانو والأصدقاء      | ٢٠٢٠  | ١١          | ٤٠ دقيقة ١٨ ثانية |
| البحر المتوسط          | ٢٠١٥  | ١٠          | ٣٦ دقيقة ٤٠ ثانية |
| ليلة في الأردن (مباشر) | ٢٠١٠  | ١٣          | ساعة ١٣ دقيقة     |
| العالم الجميل          | ٢٠٠٦  | ١٠          | ٤٦ دقيقة ٢١ ثانية |
| الطرق المؤدية إليك     | ٢٠٠٤  | ١١          | ٤٧ دقيقة ٢١ ثانية |
| زيد                    | ٢٠٠٣  | ١٢          | ٤٦ دقيقة ٥٧ ثانية |

### الأغاني الفردية والموسعة
| الألبوم         | السنة | عدد الأغاني | المدة              |
| --------------- | ----- | ----------- | ------------------ |
| أميرة الليل     | ٢٠٢١  | ١           | ٣ دقائق و٤٣ ثانية  |
| تانغو ٧٥        | ٢٠٢١  | ٤           | ١٤ دقيقة و٥٩ ثانية |
| أساور الصيف     | ٢٠١٩  | ١           | ٣ دقائق و٤٤ ثانية  |
| صلاة الأم       | ٢٠١٣  | ١           | ٤ دقائق و٤٤ ثانية  |
| جلسات الكابيتول | ٢٠١١  | ٦           | ٢١ دقيقة و٥٥ ثانية |

### المجموعات
| الألبوم          | السنة | عدد الأغاني | المدة              |
| ---------------- | ----- | ----------- | ------------------ |
| مجموعتي العربية  | ٢٠٢٠  | ١٢          | ٥٥ دقيقة و٣٦ ثانية |
| سولو بيانو       | ٢٠٢٠  | ٩           | ٣١ دقيقة و٤٥ ثانية |
| بيانو أغاني الحب | ٢٠٠٧  | ١٠          | ٣٩ دقيقة و٤ ثوان   |

## الجوائز
- أكتوبر 2004: جائزة الإنجازات المتميزة من اللجنة الأمريكية العربية لمكافحة التمييز لعمله الذي يعزز التفاهم العالمي من خلال الفنون.
- جائزة وزارة التربية والتعليم الأردنية للفنون وجائزة الموسيقى والفنون والآداب العربية الأمريكية (أمل).[3]